# Manuel Kandler
Manuel Kandler (* 1997 in Innsbruck) ist ein österreichischer Schauspieler.

## Werdegang
Nach der Matura am Franziskanergymnasium Hall in Tirol besuchte Kandler, der in der Nähe seiner Geburtsstadt Innsbruck aufwuchs und eigentlich Skirennläufer werden wollte, von 2016 bis 2019 die Schauspielschule Zerboni in München.
Seinen ersten größeren Auftritt im Fernsehen hatte er 2017 als Episodenhauptrolle „Maik Rotthof“ in der Fernsehserie Der Alte. In der 2. Staffel der Amazon Prime – Serie Der Beischläfer übernahm er unter Regie von Sebastian Sorger für einige Folgen die Rolle des eitlen Fatzkes „TORE“. Einem breiteren Publikum wurde er in der 100. Episode der ZDF-Herzkinoreihe Inga Lindström – Einfach nur Liebe bekannt. Kandler spielte Markus, der um seine große Liebe Ella (Valentina Pahde) kämpft.
Neben diversen Fernsehrollen führten ihn schon während seiner Ausbildung Theaterengagements auf deutsche und österreichische Bühnen, wie etwa die Innsbrucker Kammerspiele, das Theater Wasserburg, an welchem er während der Spielzeit 2019/20 gastierte oder das Zentraltheater München. Im Rahmen der Tiroler Volksschauspiele 2021 unter Intendant Christoph Nix verkörperte er die Titelrolle des Kurt Fellner im Stück „Indien“, nach dem gleichnamigen Film. Regie führte dabei Roland Silbernagl.
Kandler, der fließend Italienisch spricht, lebt und arbeitet in München und Wien. Zudem ist er Mitglied im Verband Österreichischer FilmschauspielerInnen.

## Filmografie
- 2014: Der Bergdoktor (Fernsehserie)
- 2017: Der Alte (Fernsehserie, Folge Aufstiegskampf)
- 2021: Der Beischläfer (Fernsehserie, mehrere Folgen)
- 2021: Kitz (Fernsehserie)
- 2021: IL Ragazzino (Spielfilm)
- 2021: Frühling – Schmetterlingsnebel (Fernsehreihe)
- 2022: Die Chefin (Fernsehserie, Folge Falsches Spiel)
- 2023: Comedy rettet die Welt! Ein bisschen. (Fernsehshow)
- 2023: Inga Lindström: Einfach nur Liebe (Fernsehreihe)
- 2024/2025: Le Melodie nel Bosco dei Faggi (Kinofilm)[13]
- 2025: SOKO Leipzig (Fernsehserie, eine Folge)

## Hörspiele (Auswahl)
- 2020: Paulus Hochgatterer: Fliege fort, fliege fort (2 Teile; Lang- und Kurzfassung) (Tobias Horn) – Bearbeitung und Regie: Steffen Moratz, Nicole Paulsen (Hörspielbearbeitung, Kriminalhörspiel – SWR)
- 2021: Elena Ferrante: Die Geschichte der getrennten Wege (2 Teile) (Gino) – Bearbeitung und Regie: Martin Heindel, (Hörspielbearbeitung – Bayerischer Rundfunk)
- 2021: Bernadette Sonnenbichler (Bearbeitung und Regie): Der Untergang der Stadt Passau (Hasso) – Hörspielbearbeitung nach dem Roman von Carl Amery, Bayerischer Rundfunk
- 2021: Lorenz Schuster (Bearbeitung und Regie): Freinacht (Martin) – Hörspielbearbeitung nach dem Roman von Thomas Lang, Bayerischer Rundfunk
- 2025: Andreas Unger: Es gibt kein richtiges Leben, ihr Flaschen! (mehrere Stimmen) – Bearbeitung und Regie: Martin Heindel, (Hörspielbearbeitung – Bayerischer Rundfunk)